# 1508 w nauce

Okładka książki "De curatione membratim libri" Vidusa Vidiusa

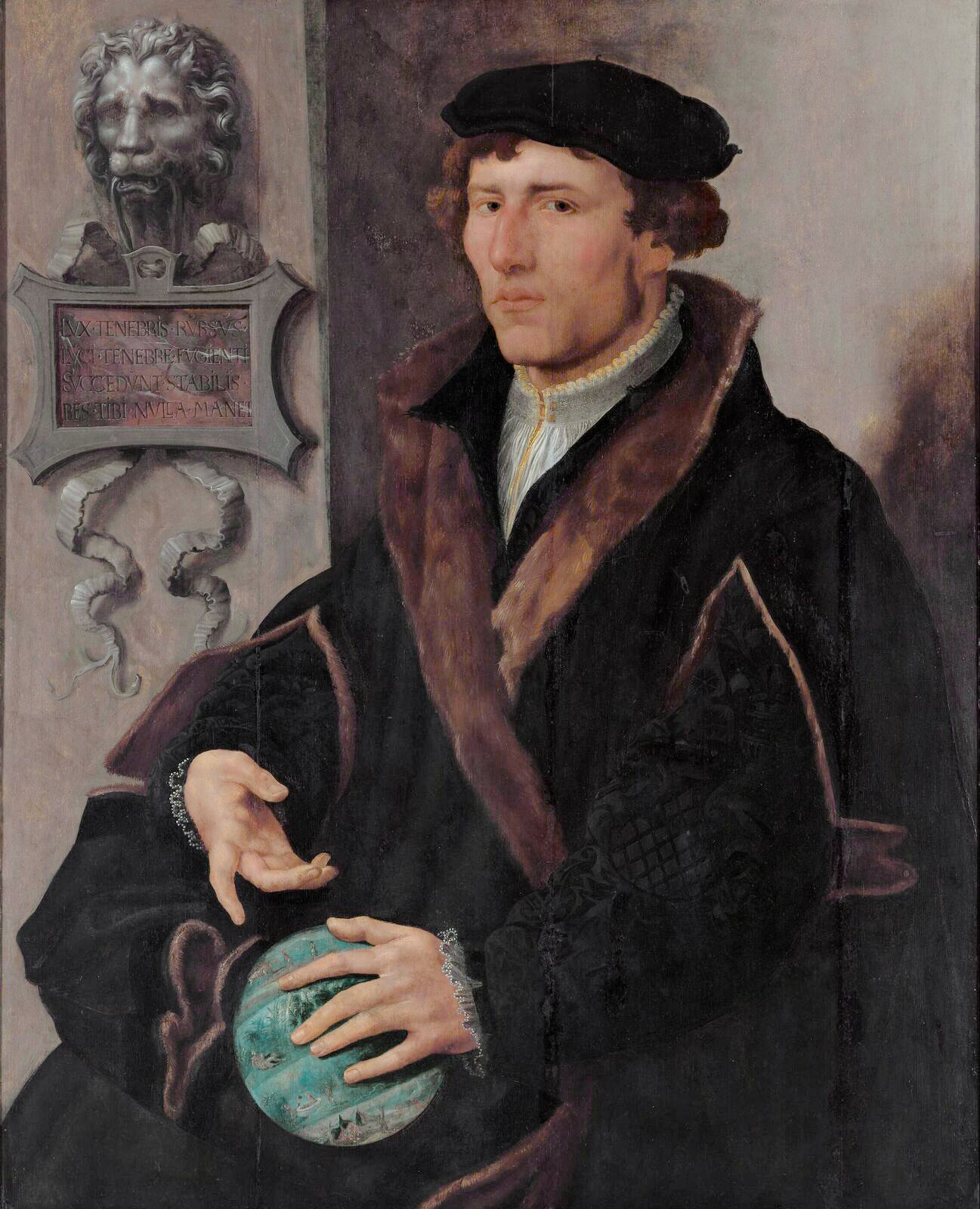
Gemma Frisius

## Urodzili się
- Guido Guidi, znany jako Vidus Vidius, włoski uczony, lekarz, chirurg i anatom, autor podręczników do anatomii[1].
- Gemma Frisius, holenderski uczony, filozof, lekarz, matematyk, kartograf i wynalazca[2].